# Nalco
Die Nalco Chemical Company ist ein US-amerikanisches Chemie-Unternehmen mit Sitz in Naperville, Illinois, und stellt Spezialchemikalien her, schwerpunktmäßig für die Wasser- und Abwasserbehandlung, für Kühlwasser- und Dampf-Konditionierung sowie zur Optimierung industrieller Prozesse, beispielsweise in Raffinerien, der Chemieindustrie, in Kraftwerken und in Papierfabriken. Nalco gehört seit der Fusion 2011 zur Ecolab, die ansonsten im Bereich industrielle Reinigung und Hygiene für die Lebensmittelindustrie bis Krankenhäuser tätig ist.
Das Unternehmen wurde 1928 in den USA als Nationale Aluminate Corporation gegründet und stellte zuerst Natriumaluminat-Lösung für die Wasserbehandlung her. In den 1950er Jahren etablierte sich Nalco – zuerst als Geschäftsfeld der Lurgi / Frankfurt – auch in Deutschland (Deutsche Nalco-Chemie GmbH / Frankfurt am Main) und Europa und wurde eines der führenden Unternehmen im Bereich Wasserbehandlung und Umweltschutz. Für die Abwasserbehandlung und für Klär- und Entwässerungsprozesse entwickelte die Nalco Acrylat-Copolymere, die erstmals nach dem Verfahren der Emulsionspolymerisation hergestellt wurden (Flüssigpolymere) und als Flockungsmittel und Polyelektrolyte Anwendung finden. Eine der größten Produktionsstätten für Flüssigpolymere wurde in den 1970er Jahren in Biebesheim am Rhein erbaut, in der noch heute Polymere für den europäischen Markt hergestellt werden.
Nalco ist heute in allen Industrieländern mit Gesellschaften präsent, in vielen Ländern auch mit Produktionsstätten. Weltweit werden ca. 11.000 Mitarbeiter beschäftigt, die in über 100 Ländern etwa 70.000 Kunden mit Dienstleistungen und Produkten betreuen. In Europa wird das Unternehmen heute als Nalco Europe aus Leiden / Niederlande geführt.
Die US-amerikanische Nalco zeichnete vor der Fusion im Jahre 2011 einen Umsatz von 4 Milliarden US$ (ca. 2,5 Milliarden Euro).
Nach dem Untergang der Deepwater Horizon kaufte BP von Nalco den kompletten Bestand an Corexit auf, einer Art Seife, um das Öl in kleinste Tröpfchen zu zersetzen, wovon bereits mehr als 2,5 Millionen Liter eingesetzt worden sind. Die Chemikalie wurde von Exxon entwickelt und auch 1989 bei der Katastrophe der Exxon Valdez eingesetzt. Die Auswirkungen auf die Umwelt sind jedoch umstritten. Ebenfalls kritisiert wurde die Wahl des Mittels, da BP mit im Aufsichtsrat von Nalco sitzt.